# تاتیانا تامبزن
تاتیانا اِستفانی ایون تامبزن (به انگلیسی: Tatiana Stephanie Yvonne Thumbtzen) (زاده ۲۲ فوریه ۱۹۶۰)؛ بازیگر، مانکن، رقصنده و نویسنده اهل آمریکا است. بیشتر معروفیت وی به‌خاطر ایفای نقش در نماهنگ ترانهٔ «حسی که تو به من میدی» اثر مایکل جکسون است. او نخستین دختری بود که مایکل را در عموم مردم و چشم دوربین‌ها می‌بوسید. تاتیانا یکی از عشاق مایکل جکسون بود و هست؛ به گفتهٔ خودش به همین دلیل در طول زندگی‌اش هیچ‌گاه ازدواج نکرد.

## دورهٔ فعالیت
تاتیانا زادهٔ ۲۲ آوریل ۱۹۶۰ در کلیر واتر ، فلوریدا، ایالات متحده آمریکا است. او در سن ۸ سالگی به نیویورک رفت و در مدرسهٔ جولیارد نام‌نویسی کرد. او با قد ۱۷۰ سانتی‌متر در ۱۹ سالگی حرفهٔ خود را به عنوان مانکن در کشور ژاپن آغاز نمود و پس از بازگشت به نیویورک، در فیلم هری بلافونته با نام Beat Street همکاری کرد. او در اواخر ۱۹۸۶ به لس‌آنجلس نقل مکان کرد تا در ویدیوها و پوسترهای تبلیغاتی ایفای نقش نماید.
در سال ۱۹۸۷ برای نقش‌آفرینی در نماهنگ ترانهٔ «حسی که تو به من میدی» اثر مایکل جکسون انتخاب شد. پس از آن، مایکل او را به تور جهانی بد دعوت کرد تا در هنگام اجرای زندهٔ ترانهٔ «حسی که تو به من میدی» او را بر روی صحنه همراهی کند. در روز ۳ مارس ۱۹۸۸ مایکل کنسرت خیریه‌ای را در مدیسون اسکوئر گاردن در شهر نیویورک در حمایت از دانشگاه سیاهان در آمریکا به اجرا گذاشت. در همین کنسرت و طی اجرای آهنگ «حسی که تو به من میدی»، تاتیانیا مایکل را بوسید. یک روز قبل از این کنسرت، ۳۰اُمین مراسم جوایز گرمی بود که تاتیانا بر روی صحنه با مایکل به اجرای ترانهٔ «حسی که تو به من میدی» پرداخته بود. این اولین بار بود که یک دختر مایکل را -که در آن زمان ۳۰ سال سن داشت- در ملا عام می‌بوسید. تاتیانا توضیح می‌دهد:
پس از اتمام آهنگ، او طور جذابی به من نگاه کرد. من به ستمش رفتم و او را بوسیدم. سر و صدای مردم را می‌شنیدم و انگار عصبی شده بودند.
سه روز بعد در تاریخ ۶ مارس به تاتیانا خبر داده شد که توسط فرانک دیلو، مدیر برنامه‌های مایکل از کارش برکنار شده و از این پس شریل کرو نقش او را بر روی صحنه ایفا خواهد کرد. تاتیانا و مایکل آخرین بار در سال ۱۹۸۹ و در مراسم جوایز Black Radio Exclusive Humanitarian Award یکدیگر را دیدند و از بعد آن هرگز با هم صحبت نکردند و همدیگر را ندیدند. در آن شب تاتیانا جایزهٔ انسانیت را به مایکل تقدیم کرد. تاتیانا مدت‌ها بود که عاشق مایکل جکسون شده بود اما هیچگاه به او نرسید. دوران فعالیت تاتیانا بعد از اخراج شدن تمام شد و دیگر همانند دوران قبل فعالیتی انجام نداد.
تاتیانا در سال ۲۰۰۵ کتابی با نام «حسی که او به من داد» (به انگلیسی: The Way He Made Me Feel) منتشر کرد و در آن به رابطه، احساس و نحوهٔ آشنایی‌اش با مایکل پرداخت.
او بعد از مرگ مایکل جکسون، توسط خانواده جکسون برای حضور در مراسم تدفین مایکل در سپتامبر ۲۰۰۹ دعوت گردید و با ظاهری بسیار متأثر در آن مراسم حضور یافت. به گفتهٔ خودش پس از فوت مایکل دچار ضربهٔ روحی وحشتناکی شده‌است. تاتیانا و فرانک دیلو مدتی پیش از درگذشت فرانک دیلو در سال ۲۰۱۱ با یکدیگر دیدار کرده و پس از سال‌ها سرانجام مسائل را بین خود حل کرده بودند.
در سال ۲۰۱۱ کتابی با نام «مایکل و تاتیانا: پادشاه قلب من» (به انگلیسی: Michael & Tatiana: The King of My Heart) را نیز منتشر کرد.